# Suore di Nostra Signora del Perpetuo Soccorso (Québec)
Le Suore di Nostra Signora del Perpetuo Soccorso (in francese Sœurs de Notre-Dame du Perpétuel Secours) sono un istituto religioso femminile di diritto pontificio: i membri di questa congregazione pospongono al loro nome la sigla N.D.P.S.

## Storia

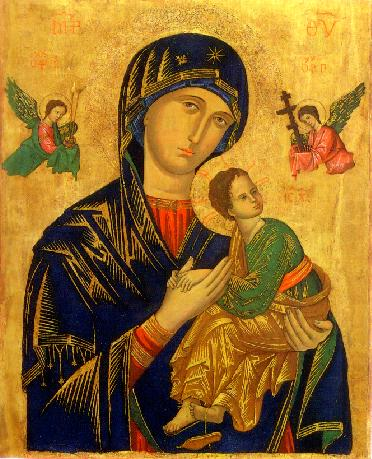
L'icona della Madre del Perpetuo Soccorso, titolare della congregazione

La congregazione, sorta per l'istruzione della gioventù, l'assistenza agli orfani e agli anziani e la cura dei malati, venne fondata il 28 agosto 1892 a Saint-Damien-de-Buckland da Joseph-Onésime Brousseau (1853-1920) insieme con Virginie Fournier (1848-1918): venne approvata dall'arcivescovo di Québec, Louis Nazaire Bégin, il 2 luglio 1915.
Le prime aspiranti vennero iniziate alla vita consacrata dalle Religiose di Gesù-Maria, presso le quali la Fournier era stata novizia, ed emisero la loro prima professione dei voti il 27 marzo 1894. Le religiose crebbero rapidamente di numero e nel 1948 furono in grado di aprire la loro prima filiale all'estero, nella Repubblica Dominicana, poi nell'Alto Volta (1955) e in Niger (1958).
Le Suore di Nostra Signora del Perpetuo Soccorso ricevettero il pontificio decreto di lode il 5 marzo 1958.

## Attività e diffusione
Le Suore di Nostra Signora del Perpetuo Soccorso si dedicano a varie opere di tipo educativo, pastorale e socio-assistenziale.
Oltre che in Canada, sono presenti in America Latina (Bolivia, Curaçao, Repubblica Dominicana, Guatemala, Nicaragua, Perù, Porto Rico) e in Africa (Burkina Faso, Niger); la sede generalizia è a Saint-Damien-de-Buckland, in Québec.
Al 31 dicembre 2008 la congregazione contava 424 religiose in 62 case.